# Autorité pour les partis politiques européens et les fondations politiques européennes
L'Autorité pour les partis politiques européens et les fondations politiques européennes (APPF) est un organisme de l'Union européenne chargé d'enregistrer, de contrôler et d'imposer des sanctions aux partis politiques européens et aux fondations politiques européennes.
L'APPF dispose de bureaux à Bruxelles et à Strasbourg ; depuis 2021, son directeur est Pascal Schonard.

## Histoire

### Années 1970-2007
Les premiers partis politiques européens furent formés dans les années 1970, à l'approche des premières élections du Parlement européen au suffrage universel direct. En 1992, le traité de Maastricht accorde la première reconnaissance juridique aux partis européens et, en 1997, le traité d'Amsterdam permet le financement public des partis européens par l'intermédiaire des groupes politiques du Parlement européen. À la suite des critiques formulées par la Cour des comptes européenne à l'encontre de ce dispositif, le traité de Nice de 2001 autorise le financement des partis européens directement à partir du budget de l'Union européenne.
En novembre 2003, le Parlement européen et le Conseil de l'Union européenne adoptent le règlement 2004/2003 « relatif au statut et au financement des partis politiques au niveau européen », qui fournit la première définition officielle des partis politiques européens et créé un cadre pour leur financement public. Le règlement ne prévoit toutefois pas de reconnaissance juridique ni de financement public pour les fondations politiques européennes. Dans ce cadre, le financement public ainsi que les fonctions de vérification et de contrôle étaient assurés par le Parlement européen.
En décembre 2007, le Parlement et le Conseil adoptent le règlement 1524/2007, modifiant le règlement 2004/2003, entre autres en fournissant une définition juridique des fondations politiques européennes et en les incluant dans le système de financement public existant.

### 2014

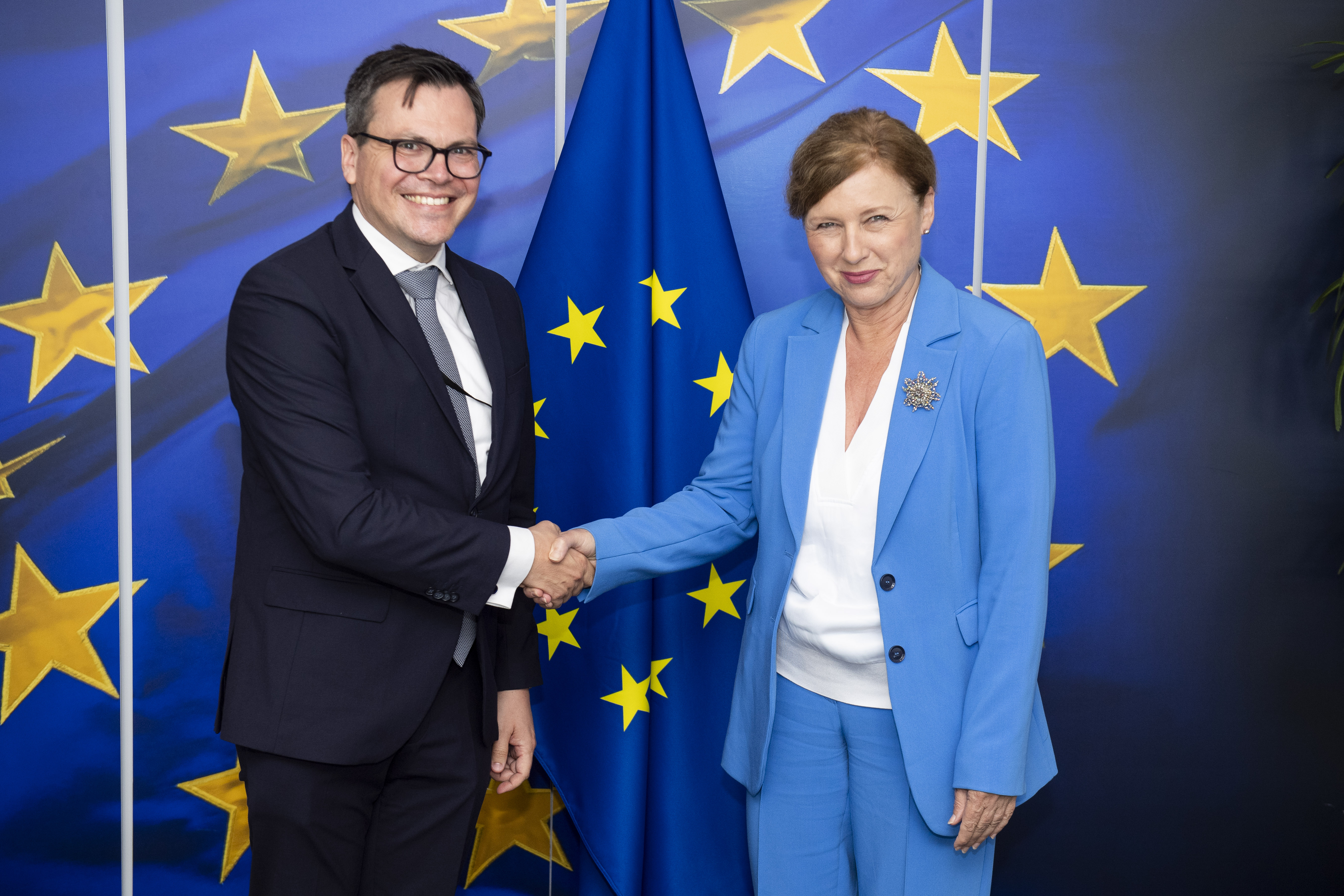
Vĕra Jourová, vice-présidente de la Commission européenne en charge des Valeurs et de la Transparence, et Pascal Schonard, directeur de l'APPF

En octobre 2014, le Parlement et le Conseil adoptent le règlement 1141/2014, qui remplace le règlement 2004/2003 et remanie le cadre règlementaire des partis et fondations politiques européens, notamment en leur conférant un statut juridique européen. Ce règlement institue également l'Autorité des partis politiques européens et des fondations politiques européennes (APPF), une entité indépendante, dotée de la personnalité juridique, « aux fins d'enregistrer, de contrôler et d'imposer des sanctions aux partis politiques européens et aux fondations politiques européennes ». L'APPF a été créée en tant qu'organisme de l'Union européenne.
Selon les dispositions d'entrée en vigueur, l'APPF est créée le 1er septembre 2016, le règlement 1141/2014 s'applique à partir du 1er janvier 2017 et couvre les activités des partis et fondations européens à compter de l'exercice 2018. Depuis lors, les demandes de financement public sont déposées auprès de l'APPF, mais les décisions de financement restent du ressort du Parlement européen.

## Fonctions et activités
L'objectif de l'APPF est d'enregistrer, de contrôler et d'imposer des sanctions aux partis et fondations politiques européens.

### Indépendance et coopération
L'APPF et son Directeur sont indépendants et n'exercent leurs fonctions que dans le respect du Règlement. Il est explicitement interdit au Directeur de solliciter ou de recevoir des instructions d’une institution ou d’un gouvernement. Toutefois, l'APPF, le Parlement européen et les États membres (par l'intermédiaire de points de contact nationaux) sont tenus de partager des informations relatives aux dispositions de financement, aux contrôles et aux sanctions pour l'exécution de leurs responsabilités respectives.
En outre, l'APPF coopère avec les institutions nationales chargées du suivi des partis politiques nationaux et des fondations politiques.

### Inscription
L'APPF décide de l'enregistrement et de la radiation des partis et fondations politiques européens. Après réception d'une demande d'enregistrement, l'APPF dispose d'un délai d'un mois pour publier sa décision d'enregistrer le demandeur conformément aux critères d'enregistrement énumérés dans le Règlement. Quel que soit le résultat, cette décision est ensuite publiée au Journal officiel de l'Union européenne, accompagnée des statuts de l'entité concernée en cas d'enregistrement ou des motifs de rejet.
L'APPF gère un « Registre des partis politiques européens et des fondations politiques européennes » contenant des informations sur ces entités, notamment les statuts des entités enregistrées, d'autres documents soumis dans le cadre des demandes d'enregistrement, des documents reçus des États membres où les entités ont leur siège, et des informations sur l'identité des personnes qui sont membres des organismes concernés ou qui occupent des fonctions concernées.

### Contrôle
L'APPF et le Parlement européen partagent la tâche de contrôler les partis et fondations européennes. L'APPF contrôle le respect par les entités enregistrées de leurs obligations, notamment en ce qui concerne les critères d'enregistrement, la gouvernance, les changements de statuts et d'adhésion, les dons et contributions, le financement des campagnes et les interdictions de financement. De son côté, le Parlement européen contrôle le respect des obligations découlant du financement public, conformément au Règlement 1141/2014 et au Règlement financier.
Entre autres, l'APPF vérifie régulièrement que les entités enregistrées respectent les critères d'enregistrement, ainsi que les dispositions relatives à la gouvernance.
Toutefois, en ce qui concerne le respect des valeurs sur lesquelles l'UE est fondée, la procédure est strictement réglementée et l'APPF ne peut pas lancer une procédure de vérification. Au lieu de cela, le Parlement européen, le Conseil ou la Commission peuvent demander à l'APPF de vérifier la conformité d'une entité spécifique ; à la suite de cette demande, l'APPF demande à un « comité de personnalités éminentes indépendantes » (composé de deux membres de chacune des trois institutions) de fournir un avis. Sur la base de cet avis, l’APPF décide de radier ou non l’entité concernée. Cette décision est ensuite communiquée au Parlement européen et au Conseil, et n’entre en vigueur que si aucune objection n’est exprimée dans un délai de trois mois ou si le Parlement et le Conseil indiquent qu’ils n’ont pas d’objection. En cas d'objection, l'entité reste enregistrée, ce qui donne aux trois institutions de l'UE un droit de veto et fait de la radiation une décision politique. Si elle est adoptée, la décision de radier une entité est publiée au Journal officiel de l'Union européenne, avec les motifs détaillés de la radiation, et entre en vigueur après trois mois.
Si l'APPF a elle-même des doutes quant à la conformité d'une entité avec les valeurs de l'UE, elle doit en informer le Parlement, le Conseil et la Commission, et attendre que l'un d'entre eux dépose une demande de vérification. Une telle vérification ne peut être initiée dans les deux mois précédant les élections au Parlement européen.
En juillet 2022, la commission des affaires constitutionnelles du Parlement européen (AFCO) adopte un rapport sur les propositions de la Commission européenne visant à modifier le règlement 1141/2014. Dans ce rapport, le Parlement européen appelle à un renforcement de l'APPF afin de garantir le respect des valeurs de l'UE, notamment en appliquant l'obligation de respecter les valeurs de l'UE aux partis membres nationaux, et pas seulement aux partis européens eux-mêmes.
En novembre 2023, l'APPF et Europol signent un protocole d'accord visant à renforcer leur coopération et à renforcer la résilience des démocraties européennes face aux menaces criminelles, notamment l'utilisation illégale de données personnelles dans le cadre des élections européennes.

### Rapports
L'APPF et le Parlement européen partagent la tâche de rendre compte des partis et fondations européens. L'APPF rend notamment compte des dons et contributions reçus par les partis et fondations européens. Dans les six mois suivant la fin de l'exercice financier, les partis et fondations européens communiquent à l'APPF la liste des dons et contributions qu'ils ont reçus, ainsi que leurs états financiers et un rapport d'audit.
Après vérification, les informations sur les dons et les contributions sont publiées sur le site web de l'APPF, généralement plusieurs mois plus tard. L'identité des donateurs et la valeur des dons sont indiquées pour les dons supérieurs à 3 000 euros par donateur et par an ; lorsque la valeur est inférieure ou égale à 1 500 euros, les dons sont publiés sans l'identité des donateurs et regroupés en tant que « petits dons » (minor donations) ; lorsque la valeur est supérieure à 1 500 euros et inférieure ou égale à 3 000 euros, l'identité du donateur est publiée si le donateur donne son consentement écrit.
Il y a deux exceptions notables à ce reporting régulier : les dons reçus dans les six mois précédant les élections européennes doivent être notifiées à l'APPF chaque semaine, et les dons individuels dépassant les 12 000 euros acceptés par les entités enregistrées doivent être communiqués immédiatement. Après la notification de dons de haute valeur, l'APPF publie ces informations sur son site Web, généralement en quelques jours. Dans les six mois précédant les élections européennes de 2024, l’APPF a également publié pour la première fois des dons rapportés de manière hebdomadaire.
L'APPF publie également les informations suivantes : les noms et les statuts des entités enregistrées, les documents soumis dans le cadre des demandes d'enregistrement, une liste des demandes qui n'ont pas été approuvées, les sanctions, une liste des personnes morales qui sont membres des entités enregistrées et une liste des députés européens affiliés aux partis européens.
De son côté, le Parlement publie les montants des allocations maximales et des financements publics effectivement versés aux partis européens et aux fondations européennes pour chaque exercice financier, leurs états financiers annuels et leurs rapports d'audit externe, les rapports finaux des fondations européennes sur la mise en œuvre de leurs programmes de travail, ainsi que le nombre de membres individuels des partis européens.
Enfin, l'APPF est tenue de présenter un rapport annuel au Parlement européen, au Conseil et à la Commission sur ses activités.
En janvier 2021, à la suite d’une plainte demandant plus de transparence, le Médiateur européen constate que les informations fournies sur le site Internet de l’APPF sont incomplètes. Le Médiateur clôt son enquête à la suite des engagements de l'APPF, mais déclare que l'APPF pourrait « apporter des améliorations supplémentaires à son site Web pour garantir que les informations fournies sont claires, complètes, comparables et extractibles ».

### Sanctions
L'APPF est habilitée à imposer des sanctions « claires, fortes et dissuasives » afin d'assurer « un respect effectif, proportionné et uniforme » des obligations découlant du Règlement.
Par exemple, l'APPF doit radier du registre un parti ou une fondation européenne qui a été condamné pour avoir participé à des activités illégales préjudiciables aux intérêts financiers de l'Union européenne, qui ne remplit plus un ou plusieurs critères d'enregistrement ou qui n'a pas rempli ses obligations en vertu du droit national (conformément à des exigences spécifiques).
L'APPF peut également imposer des sanctions financières aux entités enregistrées pour un large éventail de raisons : condamnation pour avoir participé à des activités illégales préjudiciables aux intérêts financiers de l'UE, défaut de mise à jour des documents relatifs aux statuts ou à l'adhésion, non-respect des exigences de gouvernance, défaut de déclaration des donateurs ou des dons, défaut de soumission de documents financiers ou acceptation de dons ou de contributions indus.
En outre, le Parlement européen peut exclure un parti ou une fondation européenne de tout financement public futur pour une période allant jusqu’à cinq ans, ou jusqu’à dix ans en cas d’infractions répétées.
En octobre 2023, l'APPF inflige une amende de 47 000 € (5 % de son budget annuel) au Parti Identité et Démocratie (désormais "Patriotes.eu") pour avoir fourni des informations incorrectes sur un membre du conseil d'administration sur son site Web - la toute première sanction imposée par l'APPF. Bien que le parti ait informé l'APPF d'un changement dans la composition du conseil d'administration au début de 2022, le parti a continué à faire référence à un ancien membre du conseil d'administration dans ses communications sur les réseaux sociaux et sur son site Web.

## Directeurs

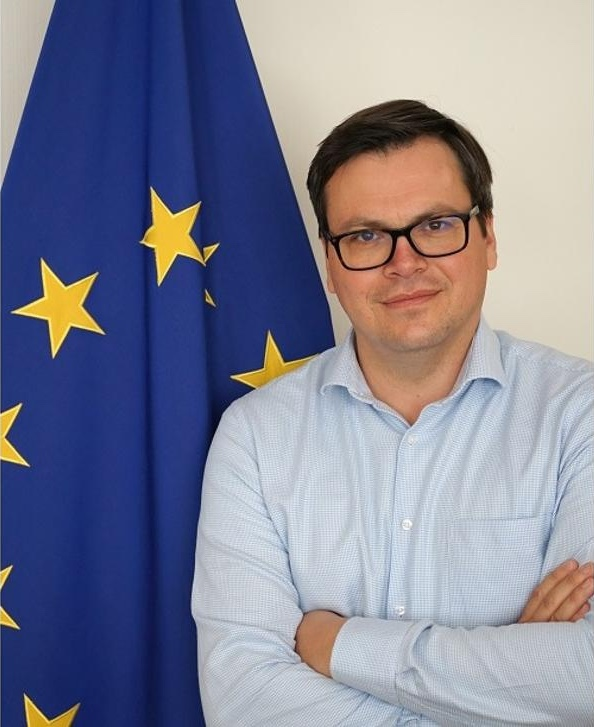
Pascal Schonard, actuel directeur de l'APPF

### Nomination
Le directeur de l'Autorité est nommé pour un mandat de cinq ans non renouvelable par le Parlement européen, le Conseil et la Commission (conjointement appelées « autorité investie du pouvoir de nomination ») d'un commun accord, sur la base de propositions formulées par un comité de sélection composé des secrétaires généraux de ces institutions à la suite d'un appel ouvert à candidatures.
Le directeur ne peut pas être un député européen, détenir un mandat électoral, ni être un employé actuel ou ancien d'un parti politique européen ou d'une fondation politique européenne.

### Liste des directeurs
| Directeur       | En fonction      | Pays    |
| --------------- | ---------------- | ------- |
| Michel Adam     | 2016–2021        | Germany |
| Pascal Schonard | 2021 – Titulaire | France  |

### Budget
| Année | Support administratif du Parlement | Support administratif du Parlement | Support administratif du Parlement | Support administratif du Parlement | Support administratif du Parlement | Support administratif du Parlement | Element budgétaire de l'APPF | Appropriation pour employés | Total                |
| Année | Service de traduction              | Formation professionnelle          | Bâtiments, informatique, autres    | Missions                           | Services de documentation          | Total                              | Element budgétaire de l'APPF | Appropriation pour employés | Total                |
| ----- | ---------------------------------- | ---------------------------------- | ---------------------------------- | ---------------------------------- | ---------------------------------- | ---------------------------------- | ---------------------------- | --------------------------- | -------------------- |
| 2019  | €3,500                             | €3,000                             | €221,000                           | €42,000                            | €1,000                             | €270,500                           | €280,000                     | €995,500                    | €1,546,000           |
| 2020  | €4,000                             | €5,000                             | €225,000                           | €40,000                            | €1,500                             | €275,500                           | €285,000                     | €978,700                    | €1,539,200 ( -0.44%) |
| 2021  | €4,400                             | €5,500                             | €164,225                           | €43,500                            | €1,600                             | €219,225                           | €300,000                     | €1,023,600                  | €1,542,825 ( 0.23%)  |
| 2022  | €4,400                             | €5,500                             | €164,225                           | €43,500                            | €1,600                             | €219,225                           | €320,000                     | €1,310,000                  | €1,829,225 ( 15.66%) |
| 2023  | €10,000                            | €12,000                            | €250,000                           | €95,000                            | €2,500                             | €369,500                           | €350,000                     | €1,954,025                  | €2,673,525 ( 31.58%) |
| 2024  | €10,330                            | €12,396                            | €258,250                           | €98,135                            | €2,582                             | €381,693                           | €400,000                     | €2,400,287                  | €3,181,980 ( 15.98%) |